# جو رزنتال
جوزف جان رزنتال (به انگلیسی: Joseph John Rosenthal) (زاده ۹ اکتبر ۱۹۱۱- مرگ ۲۰ اوت ۲۰۰۶) عکاس آمریکایی که مفتخر به دریافت جایزه پولیتزر برای عکسی معروف از جنگ جهانی دوم با نام بالا بردن پرچم در ایوو جیما، هنگام نبرد ایووجیما شد. عکس یکی از بهترین و شناخته شده‌ترین تصاویر از جنگ است.

## آغاز زندگی

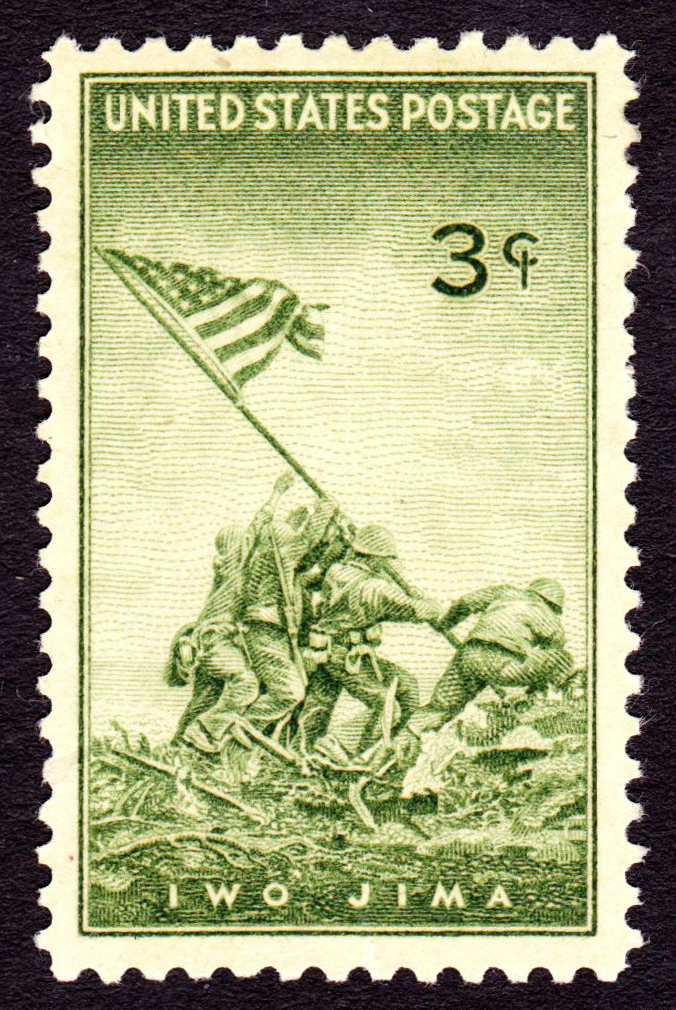
تمبر با عکس جوزف جان رزنتال

جوزف رزنتال ۹ اکتبر سال ۱۹۱۱ در واشینگتن به دنیا آمد. پدر و مادر او یهودی و از مهاجران روسیه بودند؛ او در جوانی مذهبش را به کاتولیک تغییر داد. علاقه او به عکاسی به عنوان یک سرگرمی در سان فرانسیسکو، کالیفرنیا آغاز شد، همزمان با دوران رکود بزرگ، که او با برادر خود برای پیدا کردن کار زندگی می‌کرد. او در ۱۹۳۲ تبدیل به یک عکاس خبری برای اخبار سان فرانسیسکو شد. او فارغ‌التحصیل دانشگاه سانفرانسیسکو نیز بود.
با توجه به رد درخواستش توسط ارتش ایالات متحده به دلیل ضعف بینایی،  رزنتال به آسوشیتد پرس (آسوشیتد پرس) پیوست و نیروی دریایی آمریکا را در هنگام عملیات‌هایشان در اقیانوس آرام در جنگ جهانی دوم به عنوان خبرنگار جاسازی شده تعقیب می‌کرد.

## تصویر بالا بردن پرچم

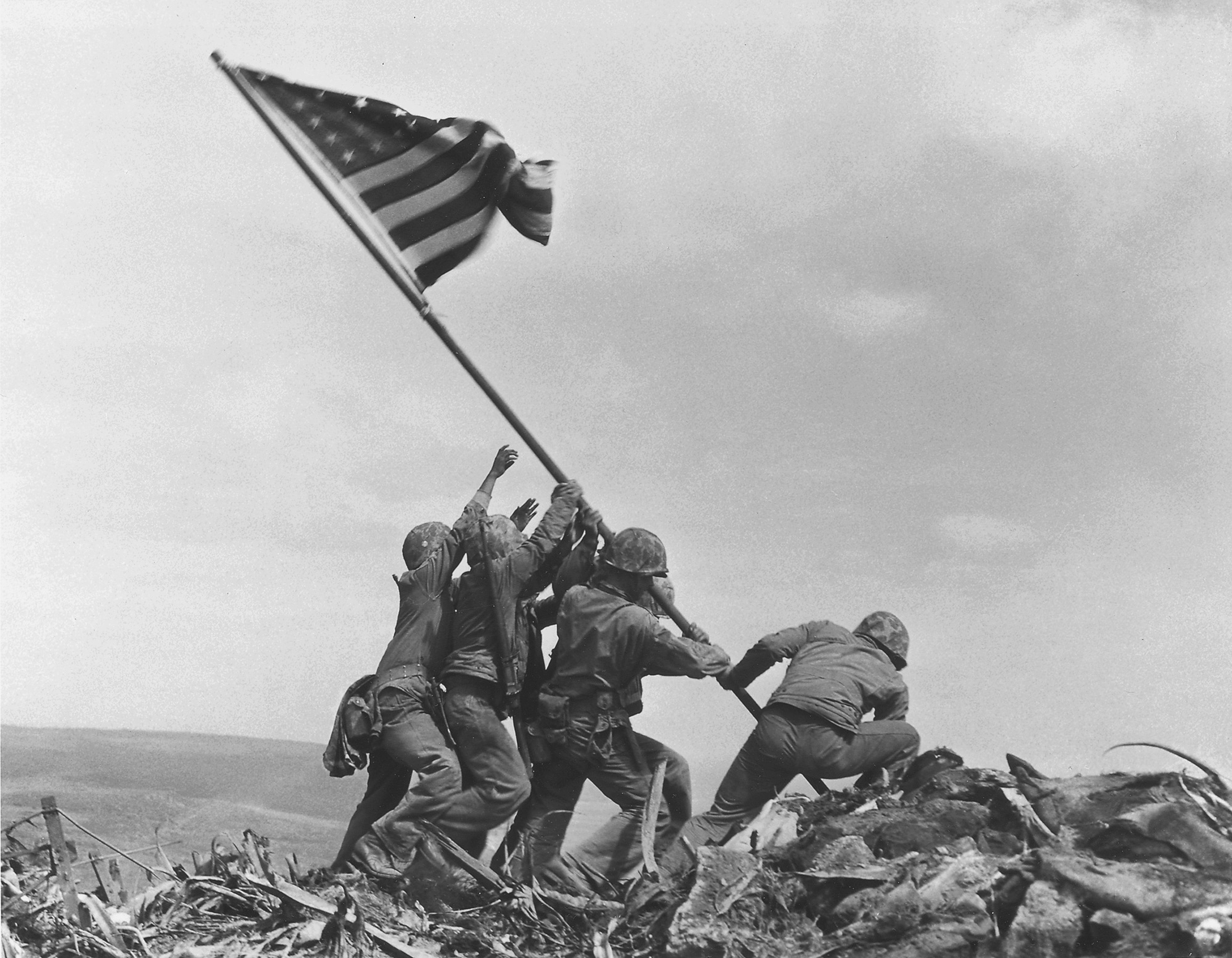
عکس برافراشتن پرچم در ایوو جیما ثبت شده توسط جو رُزِنتال.

در روز جمعه، ۱۹۴۵ فوریه ۲۳ در حدود ۰۱:۰۰ بعدازظهر، پنج روز پس از آمدن تفنگداران دریایی به ایوو جیما، رزنتال در راه سفر روزانه خود به جزیره‌ای که تفنگداران در آن قرار داشتند بود، که شنید پرچمی بر بالای کوه سوریباچی، بلندترین نقطهٔ جزیرهٔ آتش‌فشانی در حال نصب است. پس از رسیدن به محل، رزنتال با عجله به سمت کوه حرکت کرد، در حالی که دوربین بزرگ اسپید گرافیک، که برای خبرنگاران آن زمان معمول بود به همراه داشت. هنگامی که به نیمهٔ راه رسید، به او گفتند که پرچم در محل خود قرار گرفته‌است. با این حال او به سمت بالای کوه حرکت کرد.
در این بالای کوه، رزنتال یک گروه از تفنگداران دریایی را دید که مشغول وصل کردن پرچم بزرگی بر روی یک لوله بودند. در همان نزدیکی، یک گروه دیگر از تفنگداران دریایی آماده ایستاده بودند تا پرچم کوچک را بالا رفتن پرچم بزرگ‌تر پایین بیاورند. رزنتال ابتدا به فکر گرفتن عکس از هر دو پرچم افتاد، اما سپس نظر خود را عوض کرد و بر روی گروهی که پرچم دوم را بالا می‌بردند متمرکز شد.
او گونی‌ها و سنگ‌هایی که در آن نزدیکی بود را روی هم انباته کرد تا بتواند دید بهتری داشته باشد. قد او حدود ۱٫۶۵ متر بود. او دوربین خود را با تنظیم لنز میان اف/۸ و اف/۱۱ و سرعت ۱ به ۴۰۰ به کار گرفت. سپس، از گوشه‌ای از چشمش، که گروه دوم در حال بالا بردن پرچم است. او دوربین خود را به به طرف آن‌ها چرخاند و شاتر را فشرد. برای اطمینان از اینکه عکس ارزشمندی به ای‌پی فرستاده شود، پس برافراشته شدن پرچم دوباره عکسی گرفت و سپس سربازان را زیر پرچم جمع کرد و دوباره یک عکس گرفت.
در سال‌های بعد، هنگامی که در مورد عکس از او می‌پرسیدند، او می‌گفت:
من در آن زمان عکس می‌گرفتم، تفنگداران دریایی  ایوو جیما را.

## جایزه پولیتزر
رزنتال جایزه پولیتزر را در سال ۱۹۴۵ برای عکس دریافت کرد. کمیته اشاره کرد که عکس "تصویری فوق‌العاده از جنگ به رخ می‌کشد" و "لحظه‌ای یخ زده از تاریخ است." 

## تاثیر بالا بردن پرچم

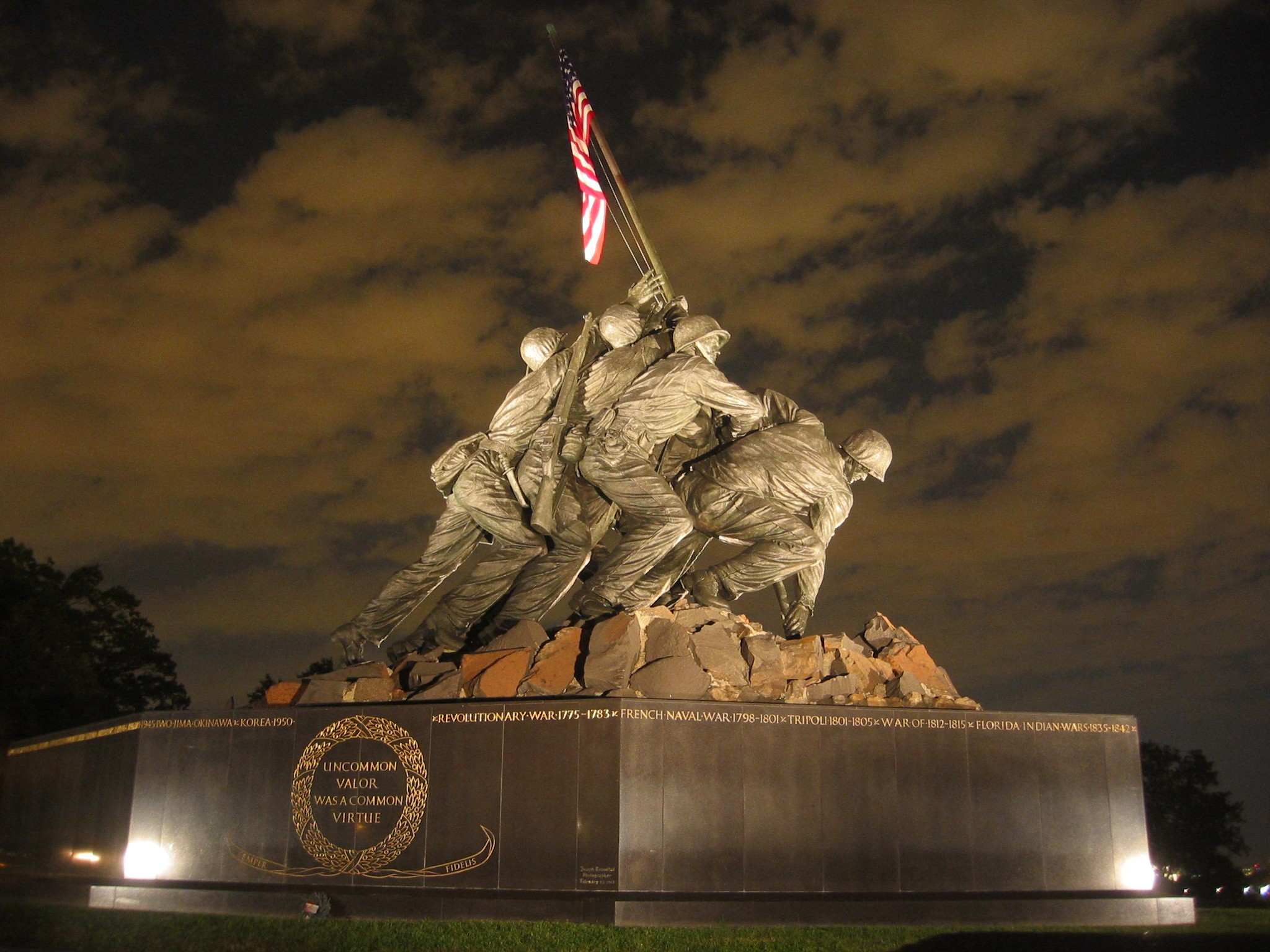
یادبود جنگ تفنگداران دریایی ایالات متحده در آرلینگتون، ویرجینیا

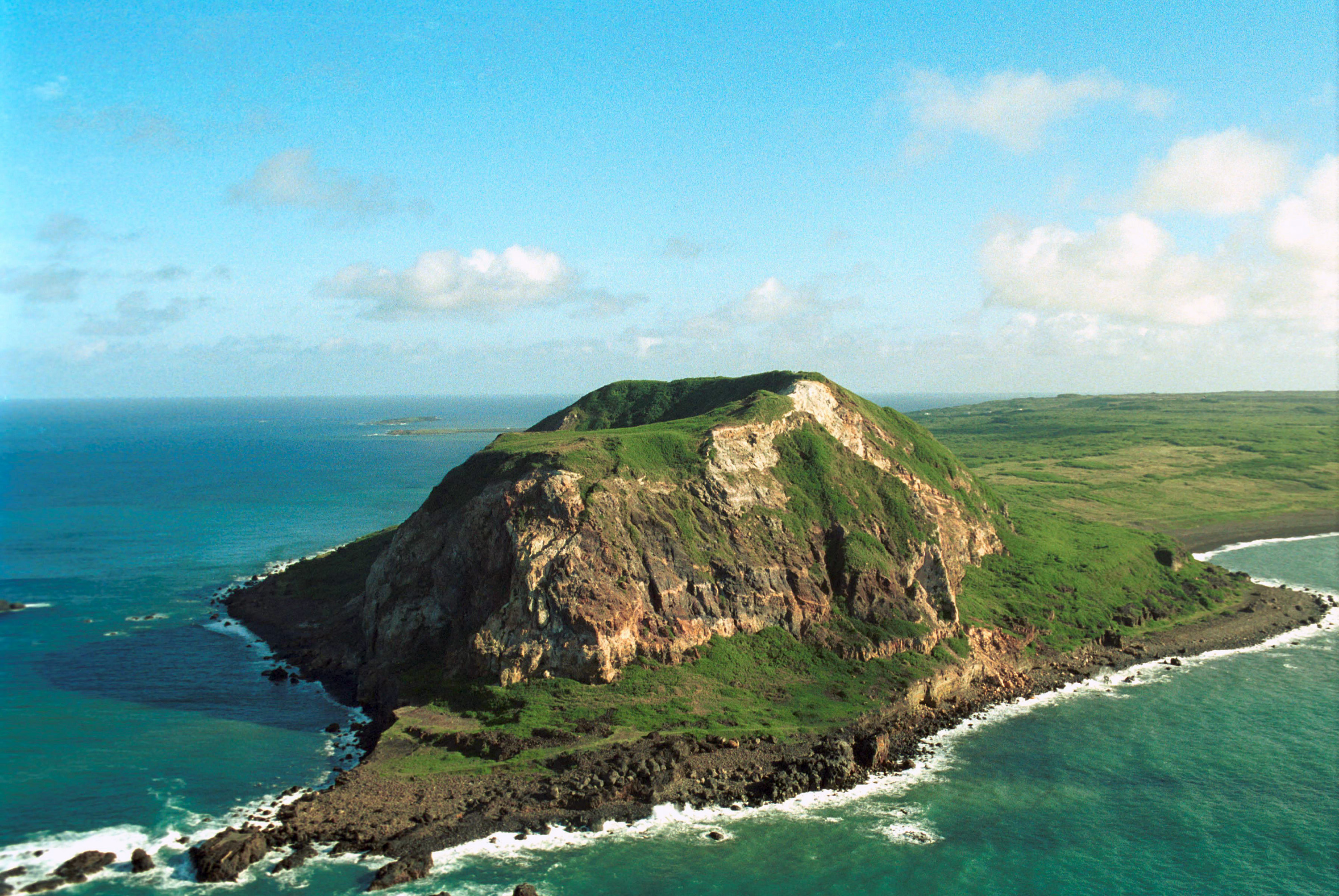
تپه سوریباچی در ایوو جیما

مردم آمریکا، این عکس را قویا نماد پیروزی آمریکا می‌دیدند. سرویس‌های خبری هم این تصویر برنده جایزه پولیتزر را هنگامی که در روزنامه‌های ۲۵ فوریه چاپ می‌شد، به سرتاسر دنیا مخابره می‌کردند. بسیاری از مجلات عکس را بر روی جلد خود چاپ کردند. این عکس برای جلب کمک‌های مردمی در سال ۱۹۴۵ استفاده شد که مبلغی برابر ۲۶٫۳ میلیارد دلار بود.
هنرمندان بعدها از عکس به عنوان مدلی برای یادبود جنگ تفنگداران دریایی ایالات متحده، معروف به"یادبود ایوو جیما" در آرلینگتون و خدمات پستی ایالات متحده برای تمبر استفاده کردند. نسخه‌ای از آن هم در رژه زمینی تفنگداران دریایی در جزیرهٔ پارریس، کارولینای جنوبی مورد استفاده قرار گرفت.
گزارشگران به صورت گسترده پس از ۱۱ سپتامبر ۲۰۰۱ با رزنتال مصاحبه کردند، هنگامی که توماس ای فرانکلین تصویر نمادین مشابهی، روح زمین صفر، نشاندهندهٔ سه آتش‌نشان که پرچم آمریکا را بر فراز خرابه‌های ساختمان مرکز تجارت جهانی بالا می‌برند. رزنتال و فرانکلین چندین بار پس از واقعه با هم دیگر ملاقات کردند.

## سال‌های بعد
رزنتال در همان سال ای‌پی را ترک کرد و مدیر عکاسی تصاویر جهان بزرگ تایمز شد. او سپس به عضویت سان فرانسیسکو کرونیکل درآمد. او در آنجا ۳۵ سال به عنوان عکاس کار کرد تا زمانی که در سال ۱۹۸۱ بازنشست شد. در ۱۳ آوریل ۱۹۹۶ او به عضویت افتخاری نیروی دریایی آمریکا درآمد.

## مرگ
در تاریخ ۲۰ اوت ۲۰۰۶، در سن ۹۴، در نوواتو، در حومهٔ سان فرانسیسکو، هنگام خواب و به مرگ طبیعی درگذشت.

## میراث
در ۱۵ سپتامبر سال ۲۰۰۶، مدال خدمات عمومی نیروی دریایی آمریکا پس از مرگش به او اهدا شد.
این مدال توسط فرماندهٔ نیروی دریایی آمریکا، دونالد سی. وینتر امضا شده‌است.
فیلم هالیوودی سال ۲۰۰۶ پرچم های پدران ما، به کارگردانی کلینت ایستوود که به زندگی برافراشته‌کنندگان پرچم می‌پردازد، قسمتی را به زندگی رزنتال اختصاص داده‌است. در این فیلم نقش رزنتال بر عهدهٔ ند آیزنبرگ است.

## بیشتر بخوانید
- Harris, Mark Edward (June 1994). "Joe Rosenthal: The Road to Glory". Camera & Darkroom Photography. 16 (6): 40–49. ISSN 1056-8484. اُسی‌ال‌سی ۲۲۷۰۰۵۷۴.
- Buell, Hal (2006). Uncommon Valor, Common Virtue: Iwo Jima and the Photograph that Captured America. New York: Berkley Pub. Group. ISBN 0425209806. OCLC 65978720. {{cite book}}: Unknown parameter |month= ignored (help)